# Pararge postmacroleucocinia
Pararge postmacroleucocinia är en fjärilsart som beskrevs av Ruggero Verity 1953. Pararge postmacroleucocinia ingår i släktet Pararge och familjen praktfjärilar. Inga underarter finns listade i Catalogue of Life.